# Provinzversammlung Belutschistans

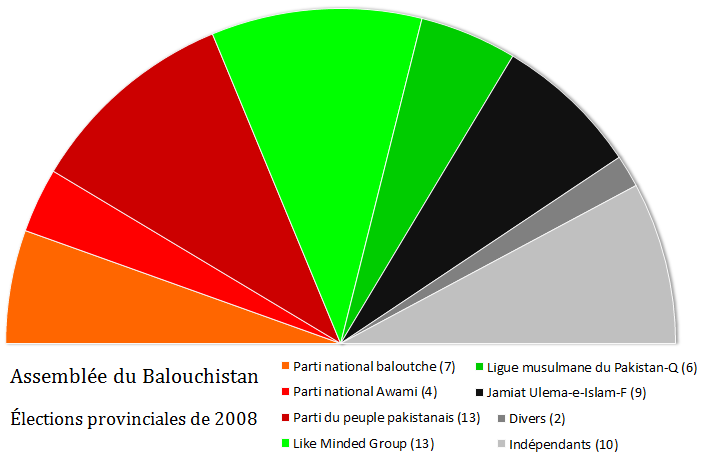
Zusammensetzung der belutschischen Provinzversammlung nach den Legislativwahlen 2008

Die Provinzversammlung Belutschistans (englisch Provincial Assembly of Balochistan, Urdu بلوچستان صوبائی اسمبلی) ist das Einkammer-Parlament der Provinz Belutschistan in Pakistan.
Die Provinzversammlung besteht aus 65 Mitgliedern.

## Zusammensetzung
Seit den letzten Allgemeinen Wahlen von 2008 besteht die Provinzversammlung wie folgt:
| Partei                                     | Sitze |
| ------------------------------------------ | ----- |
| Pakistanische Volkspartei (PPP)            | 13    |
| "Like Minded Group" (Dissidenten der ML-Q) | 13    |
| Jamiat Ulema-e-Islam                       | 10    |
| Nationalpartei Belutschistans              | 7     |
| Muslimliga Pakistans (Q)                   | 6     |
| Awami-Nationalpartei                       | 3     |
| Muslimliga Pakistans (N)                   | 1     |
| Andere                                     | 12    |
| Gesamt                                     | 65    |
| Quelle:                                    |       |

Die derzeitige Koalition der Provinzversammlung besteht aus der PPP, der JUI-F, der BNP und der Awami-Nationalpartei: Sie vereinigt 33 Abgeordnete und damit die absolute Mehrheit der Provinzversammlung.